# Azuré d'Allard
Kretania allardii
Espèce
Synonymes
- Lycaena allardii Oberthür, 1874
- Plebejus allardii (Oberthür, 1874)
- Plebejus allardi (Oberthür, 1874)
- Plebejus allardi antiatlasicus Tarrier, 1996

L’Azuré d'Allard (Kretania allardii) est une espèce nord-africaine de lépidoptères de la famille des Lycaenidae et de la sous-famille des Polyommatinae. 

## Systématique
L'espèce connue aujourd'hui sous le nom de Kretania allardii a été décrite par l'entomologiste français Charles Oberthür en 1874 sous le nom initial de Lycaena allardii,. Son épithète spécifique est souvent orthographiée « allardi ». La localité type est Sebdou, en Algérie. 
Longtemps placé dans le genre Plebejus (un temps en tant que sous-espèce de Plebejus martini, puis comme espèce dans le sous-genre Plebejides), le taxon allardii a récemment été déplacé vers le genre Kretania, comme les autres Plebejides.
Une population de l'Anti-Atlas a été décrite en 1996 par Tarrier sous le nom antiatlasicus, mais ce nom a ensuite été synonymisé avec allardii,. 

## Noms vernaculaires
- en français : l’Azuré d'Allard
- en anglais : Allard's blue

## Description
L'imago de l’Azuré d'Allard est un papillon de petite taille, qui présente un dimorphisme sexuel : le dessus du mâle est bleu-violet avec une fine bordure noire et une frange blanche, tandis que celui de la femelle est brun sombre avec une suffusion basale bleue, une frange blanche, et une série de lunules submarginales orange et de points marginaux noirs aux ailes postérieures.
Le revers des ailes a un fond gris beige orné de points basaux, discaux et postdiscaux noirs cerclés de blanc, d'une série de lunules submarginales orange bordées intérieurement de chevrons noirs et blancs, et d'une série de points marginaux noirs. 
Cette ornementation ressemble à celle de l'espèce voisine Kretania martini, qui a cependant des points moins marqués, surtout à l'aile postérieure, et à cerclages blancs moins épais,.

## Biologie

### Phénologie
L’Azuré d'Allard vole en une seule génération en avril-mai,.

### Plantes-hôtes
Sa plante-hôte larvaire est Astragalus caprinus,.

## Distribution et biotopes
L’Azuré d'Allard est présent au Maroc, dans le Nord de l'Algérie, en Tunisie et dans le Nord-Ouest de la Libye,.
Il réside dans des vallées arides à végétation éparse et sur des pentes pierreuses, à des altitudes généralement inférieures à celles de l'espèce voisine Kretania martini, avec laquelle il cohabite parfois.